# NGC 648
NGC 648 (другие обозначения — IC 146, ESO 543-6, MCG -3-5-11, PGC 6083) — галактика в созвездии Кит. Открыта Фрэнком Ливенвортом в 1886 году. Описание Дрейера: «очень тусклый, очень маленький, чуть-чуть вытянутый объект, с более яркой серединой и ядром». В сентябре 1892 французский астроном Стефан Жавел переоткрыл галактику (как IC 146). С учётом поправок на расширение вселенной можно утверждать, что 480 миллионов лет назад, когда видимый нами свет от этой галактики был испущен, она находилась на расстоянии в 475 миллионов световых лет и имела размер около 140 тысяч световых лет в поперечнике.
Этот объект входит в число перечисленных в оригинальной редакции «Нового общего каталога».